# Miroslav Milovic
Miroslav Milovic (Čačak,  25 de fevereiro de1955 - Recife 11 de fevereiro de 2021) foi um filósofo iugoslávo, sérvio e brasileiro.

## Educação
Concluiu o doutorado em Filosofia na Universidade de Frankfurt, na Alemanha, e doutorado do Estado na Universidade Sorbonne, Paris IV, na França. Realizou o pós-doutorado na Universidade de Ioannina, na Grécia.
Lecionou Filosofia em diversos países além do Brasil,na Iugoslávia, Turquia, Espanha e Japão.
Miroslav Milovic era natural da Iugoslávia e tinha dois doutorados: um feito em Frankfurt e outro em Paris. Veio para o Departamento de Filosofia da UnB em 1997, depois de passar pela Turquia, Espanha e Japão. A Faculdade de Direito da UnB anunciou a morte do professor e oficializou seu luto por três dias. 
Foi homenageado no documentário Miroslav Milovic: vida e obra produzido pelo GTeia baseado nos livros do filósofo e em depoimentos de alunos, amigos e familiares da Sérvia e do Brasil.

## Ligações Externas
- «Só Filosofia - Entrevista Filosófica»

- «Universidade de Brasília»

- «Noticia de complicações de Covid»

- «IDP - Nota de Falecimento»

- «Nota de Falecimento»

- «Miroslav Milovic - CNPq Lattes»

- «Conjur - Nota de Falecimento» 🔗

| Ícone de esboço | Este artigo sobre filosofia/um(a) filósofo(a) é um esboço. Você pode ajudar a Wikipédia expandindo-o. |  -  Portal da filosofia